# Índice de oxigenación
El índice de oxigenación (IO) es un parámetro  utilizado en medicina de cuidados intensivos para medir la fracción de oxígeno inspirado (FiO2) y la eficacia de su uso dentro del cuerpo.
Un índice de oxigenación más bajo es mejor; esto se puede deducir de la ecuación misma. A medida que mejora la oxigenación de una persona, podrá lograr una PaO2 más alta con una FiO2 más baja. Esto se reflejaría en la fórmula como una disminución en el numerador o un aumento en el denominador, lo que reduciría el IO. Por lo general, se establece un umbral de IO para cuando un recién nacido debe recibir oxigenación por membrana extracorpórea (ECMO), por ejemplo, >40.

## Ecuación
{\displaystyle IO={\frac {Fi{\ce {O2}}\times M_{\text{PAW}}}{Pa{\ce {O2}}}}}
- {\displaystyle Fi{\ce {O2}}}: Fracción inspiratoria de oxígeno, en porcentaje;
- {\displaystyle M_{\text{PAW}}}: Presión media en vía aérea, en  mmHg;
- {\displaystyle Pa{\ce {O2}}}: Presíón parcial de oxígeno en sangre arterial, en mmHg.